# Variations sur un thème de Paganini
Pour les articles homonymes, voir Introduction, thème et variations.

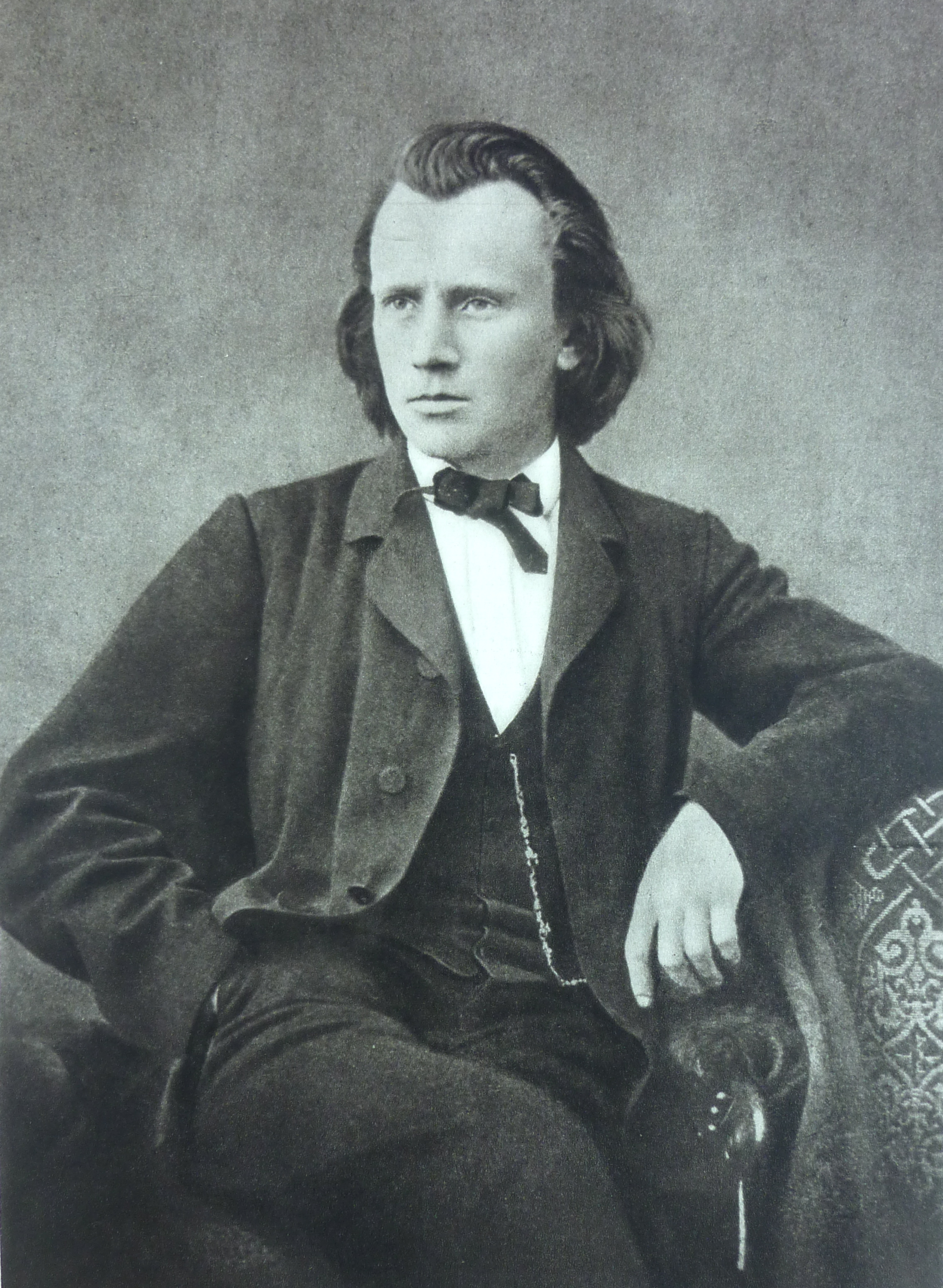
Johannes Brahms en 1866

Les Variations sur un thème de Paganini op. 35 ont été écrites par Johannes Brahms en  1862-63 et regroupent deux cahiers de 14 variations reposant sur les thèmes du 24e caprice, op. 1 de Niccolò Paganini. Elles se caractérisent par une exécution particulièrement virtuose. Clara Schumann les traita de « variations de sorcier » et refusa dans un premier temps de les jouer en les considérant comme « indigestes ».

## Première partie
- Variation I. (la mineur)
- Variation II. (la mineur)
- Variation III. (la mineur)
- Variation IV. (la mineur)
- Variation V. Espressivo (la mineur)
- Variation VI. (la mineur)
- Variation VII. (la mineur)
- Variation VIII. (la mineur)
- Variation IX. (la mineur)
- Variation X. (la mineur)
- Variation XI. Andante (la majeur)
- Variation XII. (la majeur)
- Variation XIII. Vivace e scherzando (la mineur)
- Variation XIV. Allegro (la mineur), Con fuoco, Presto ma non troppo

## Seconde partie
- Variation I. (la mineur)
- Variation II. Poco animato (la mineur)
- Variation III. Piano et leggiero (la mineur)
- Variation IV. Poco allegretto (la majeur)
- Variation V. Dolce (la mineur)
- Variation VI. Poco più vivace (la mineur)
- Variation VII. Leggiero e ben marcato (la mineur)
- Variation VIII. Allegro (la mineur)
- Variation IX. (la mineur)
- Variation X. Feroce, energico (la mineur)
- Variation XI. Vivace (la mineur)
- Variation XII. Poco andante (fa majeur)
- Variation XIII. Un poco più andante (la mineur)
- Variation XIV. (la mineur)